# Stadsgraven

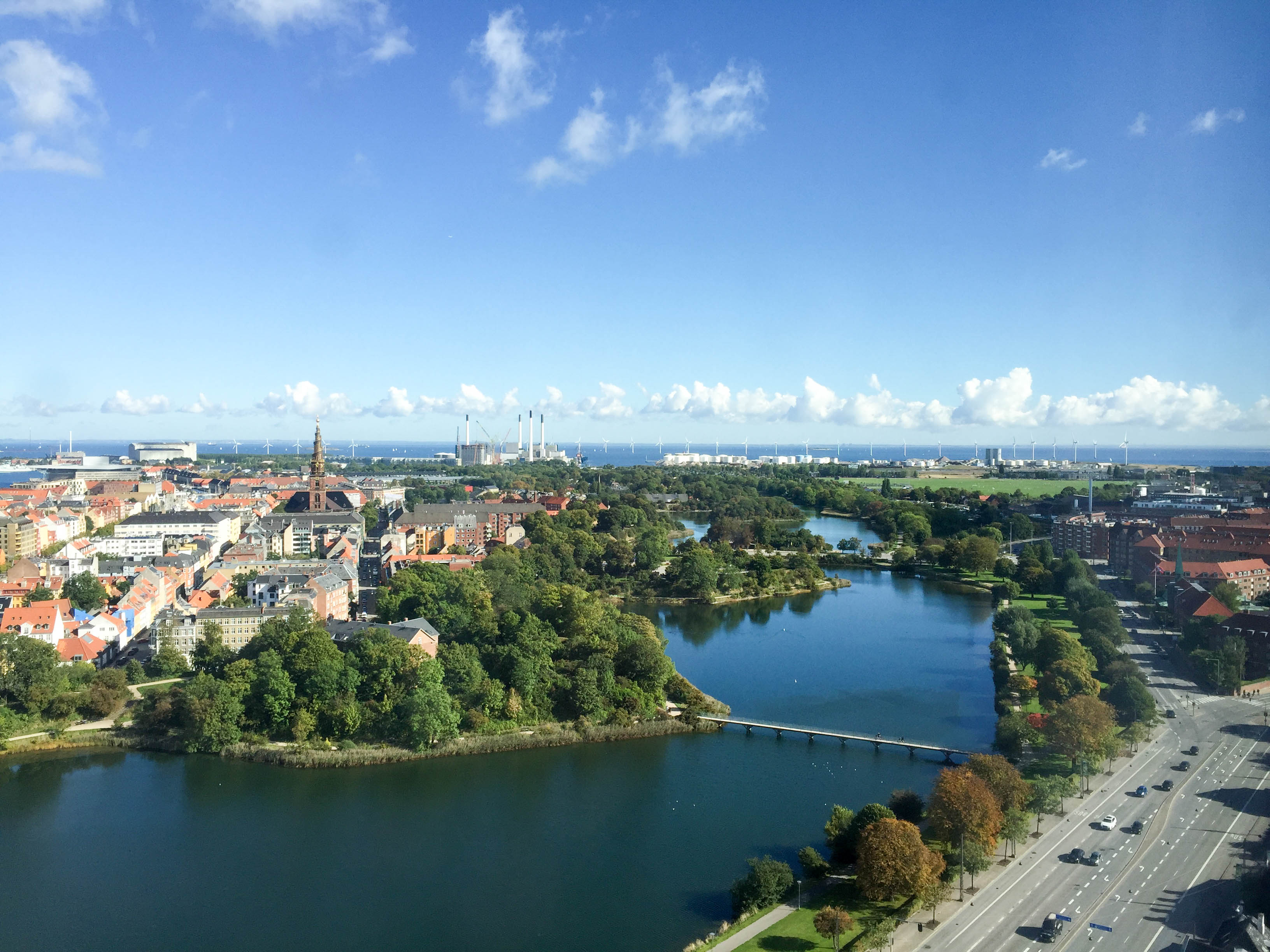
Den sydliga delen av Stadsgraven, fotograferad från Radisson Blu Scandinavia Hotel år 2007

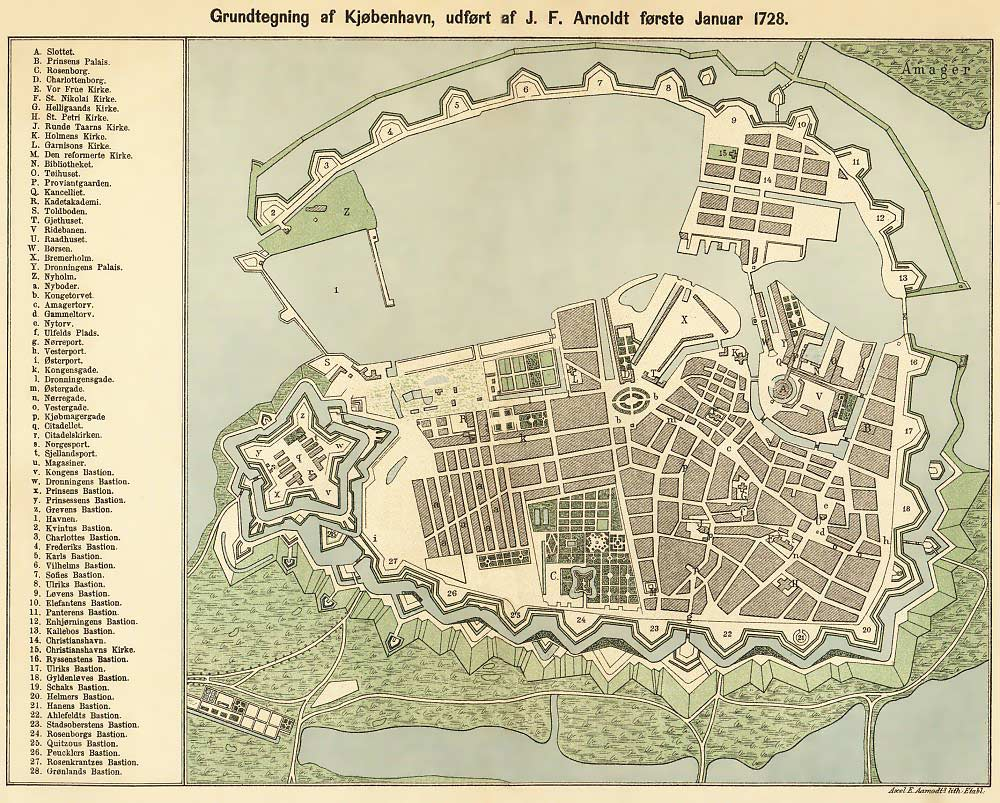
Köpenhamn med fullt utbyggda vallar 1728. Stadsgraven ses högst upp på kartan.

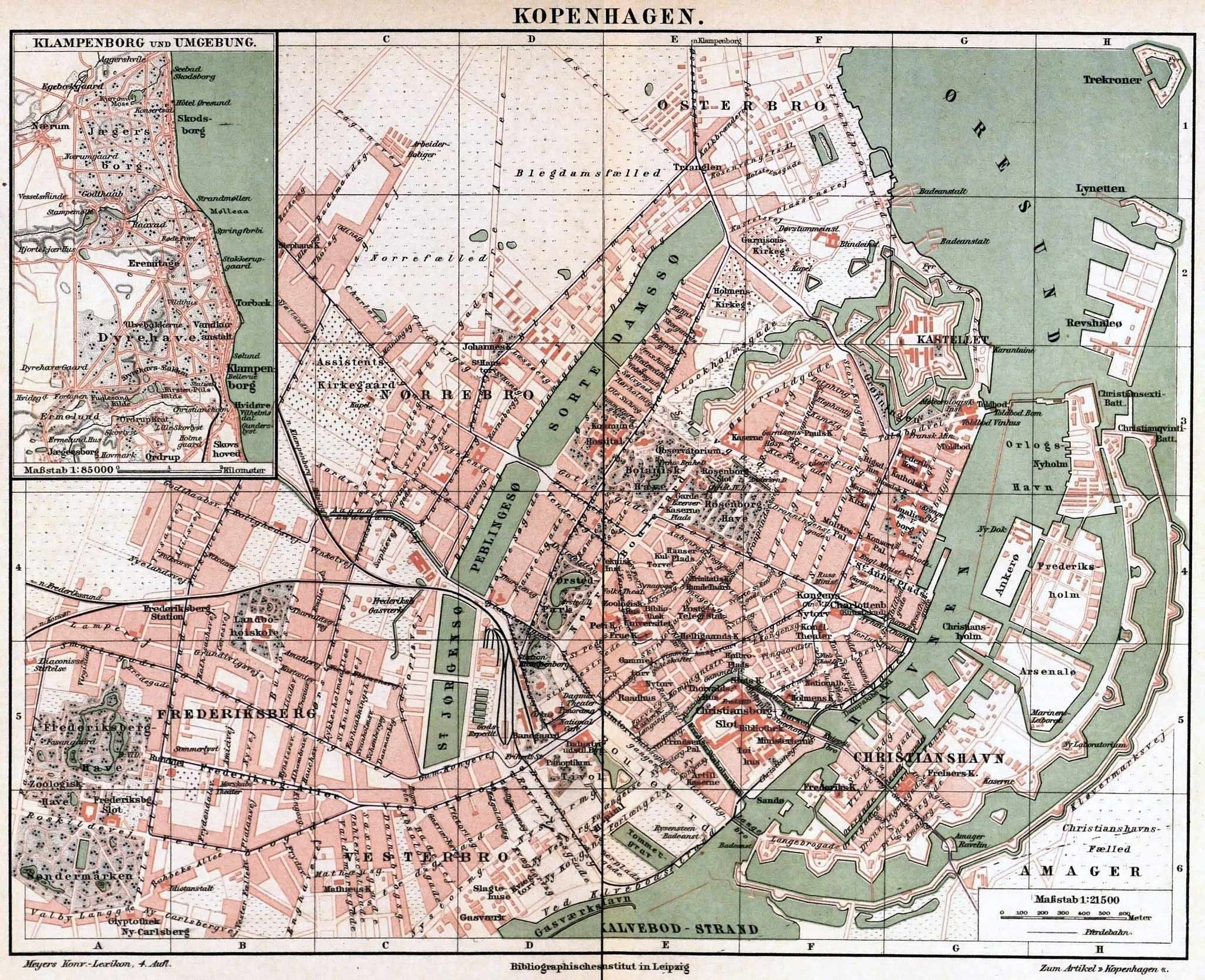
Köpenhamn cirka 1888. Stadsgraven ses nederst till höger.

Stadsgraven är en vattengrav i Köpenhamn mellan Christianshavn och Amager. Stadsgraven utgjorde förr den östra delen av Köpenhamns vallar, men fungerar idag som rekreationsområde. Stadsgraven kan delas in i Indre Stadsgrav, som består av tre bassänger, och Ydre Stadsgrav, som är en tio meter bred kanal, som löper på utsidan av Indre Stadsgrav längs den mittersta bassängen.
Stadsgraven är förbunden med Köpenhamns hamn i nord och syd. Vatten från hamnen kan rinna in mellan Quintus Bastion och Charlotte Amalies Bastion och ut under Kalvebod Bastion.
Idag används Stadsgraven som rekreationsområde, koloniträdgårdar, bostäder, kontor, en skola samt Christiania.

## Bastioner
Samtliga 12 bastioner existerar fortfarande. Från nord till syd är de:
- Quintus Bastion
- Charlotte Amalies Bastion
- Frederiks Bastion
- Carls Bastion
- Vilhelms Bastion
- Sofie Hedevig Bastion
- Ulriks Bastion
- Løvens Bastion
- Elefantens Bastion
- Panterens Bastion
- Enhjørning Bastion
- Kalvebod Bastion